# U Fleků
«У Флеку» (чеш. U Fleků) — пивная и микро-пивоварня в Праге (Чешская Республика). Популярная достопримечательность. Заведение образовано зданиями, окружающими внутренний двор по адресу Křemencova 11 в Новом Городе, (Praha 1), недалеко от пражского Национального театра. На фасаде здания, над дверью, — старинные, богато украшенные часы.

## История

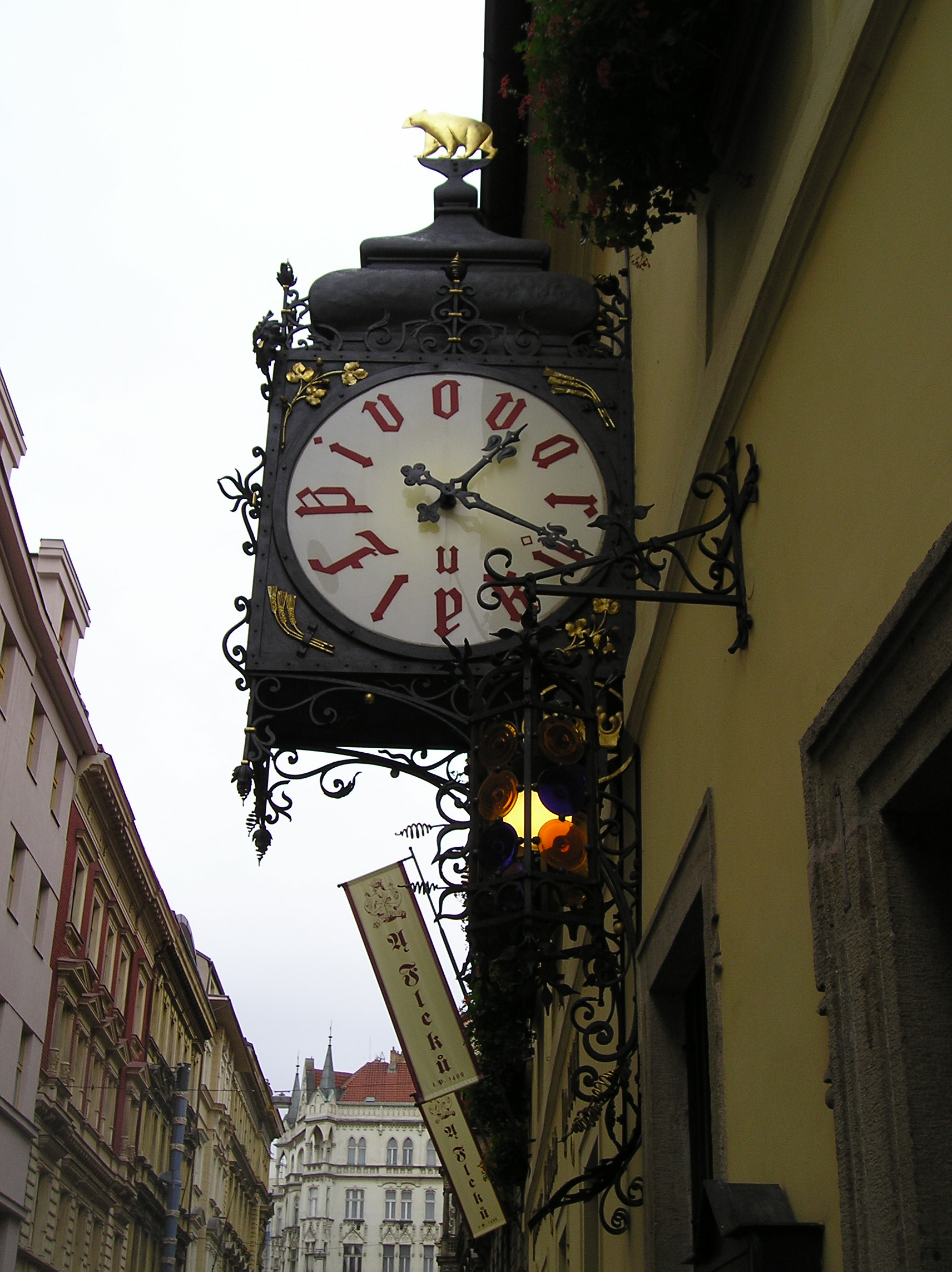

Пивная, начавшаяся как семейный бизнес, была основана в 1499 году, и, таким образом, в 1999 году отметила своё пятисотлетие. «У Флеку» считается самой старой пивоварней в Праге. В 1762 году пивоварня была куплена Яковом Флековски (чеш. Jakub Flekovský), который дал ей её современное название «У Флеку».
После Второй мировой Войны компания была национализирована и управлялась советом, назначенным правительством. После Бархатной революции компания была приватизирована.

## Пивная сегодня
Посетители могут размещаться как на свежем воздухе (по типу немецких «пивных садов»), так и в помещениях — восьми залах, самый известный из которых, отличающийся дизайном, называется «Академией» (“Akademie”). Большинство залов открыто только для больших групп. Всего пивная способна вместить 1200 человек. Посетители располагаются на скамейках за большими деревянными столами; столы часто общие. 

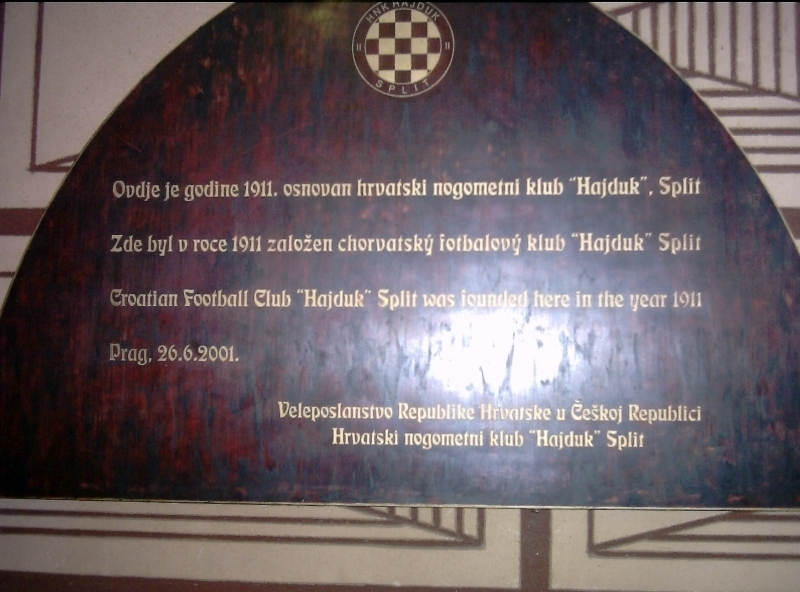
Табличка в честь основания футбольного клуба Хайдук в 1911 году из Сплита, Хорватия (в то время также частью Австро-Венгерской империи).

 Часто играет аккордеон и/или туба, некоторым посетителям нравится подпевать. Иногда по вечерам проводится платное кабаре-шоу, в котором можно посмотреть на танцы (включая чешскую польку) и комедийные представления.
По бывшей солодовне пивоварни проводится подробная экскурсия, в основном освещающая процесс пивоварения на протяжении нескольких веков, с выставкой настоящего оборудования. Также есть тур по пивоварне, включающий в себя короткий фильм, дегустацию пива и сувенир. В пивной есть магазин подарков, в котором можно приобрести различные сувениры, в том числе различные глиняные пивные кружки.

## Пивоварение
В пивной подаётся лишь один сорт пива — тёмный лагер собственного производства, содержащий 5 процентов спирта ABV, сваренный при 13° plato. Пиво, Flekovsky Tmavy Lezák 13° («Флековский тёмный лагер 13°P»), также известный как Flekovská třináctka («Флековская тринадцатка»), варится на территории пивной и нигде больше не продаётся. Цены в пивной заметно выше, чем в других местных заведениях, и пиво подаётся порциями по 0,4 л, в то время как в большинстве других чешских пивных стандартом является 0.5 л.